# Heribert Wahl
Heribert Wahl (* 19. Juli 1945 in Ravensburg) ist ein deutscher römisch-katholischer Pastoraltheologe, Psychologe und emeritierter Hochschulprofessor.

## Leben
Wahl studierte nach dem Besuch des humanistischen Spohn-Gymnasiums Ravensburg Theologie in Tübingen und am Institut Catholique de Paris in Paris. Er schloss das Studium als Diplomtheologe 1970 ab. Es folgte ein Studium der Psychologie in München mit dem Abschluss Diplom 1974. Im Jahr 1978 wurde er in Freiburg zum Dr. theol. promoviert. In der Zeit seines Studiums 1965 bis 1978 war er Stipendiat der Studienstiftung des Deutschen Volkes. Er absolvierte 1975 bis 1984 in Freiburg und München eine Ausbildung zum Psychoanalytiker.
Nach klinisch-therapeutischer und psychologisch-wissenschaftlicher Tätigkeit arbeitete er 1980 bis 1997 als Akademischer Rat bzw. Oberrat am Lehrstuhl für Pastoraltheologie der Ludwig-Maximilians-Universität München. Es folgte 1993 die Habilitation im Fach Pastoraltheologie und Ernennung zum Privatdozenten an der Katholisch-Theologischen Fakultät München. Seit 1997 lehrte er als Ordinarius für Pastoraltheologie an der Theologischen Fakultät Trier, 2010 wurde er emeritiert.

## Mitarbeit in Fachgesellschaften und Gremien
- Deutsche Psychoanalytische Vereinigung (DPV, Zweig der IPV) – außerordentliches Mitglied
- Deutsche Gesellschaft für Pastoralpsychologie (DGfP) – seit 1984 ordentliches Mitglied
- Pastoralpsychologie in Bayern (PiB)
- Fachzeitschrift Wege zum Menschen – seit 1993 Mitglied im Herausgeberkreis, seit 1996 im Redaktionskreis
- Trierer Theologische Zeitschrift – Schriftleiter

## Schriften

### Monographien
- Christliche Ethik und Psychoanalyse. Eine kritische Anfrage an das latente Menschenbild, München 1980, ISBN 3-466-20196-9 (Zugl. Hochschulschrift: Freiburg (Breisgau), Univ., Theol. Fak., Diss., 1978).
- Narzißmus? Von Freuds Narzißmustheorie zur Selbstpsychologie, Stuttgart, Berlin, Köln, Mainz 1985. ISBN 3-17-008841-6.
- Glaube und symbolische Erfahrung. Eine praktisch-theologische Symboltheorie, Freiburg, Basel, Wien 1994, (Zugl. Hochschulschrift: München, Univ., Habil.-Schr., 1993 unter dem Titel: Wahl, Heribert: Christlicher Glaube als symbolische Erfahrung und Praxis) ISBN 3-451-23153-0.
- LebensZeichen von Gott – für uns. Analyse und Impulse für eine zeitgemäße Sakramentenpastoral (= Kommunikative Theologie – interdisziplinär, Band 9), Münster 2008, ISBN 978-3-8258-1340-6.

### Herausgeber
- Den „Sprung nach vorn“ neu wagen. Pastoraltheologie „nach“ dem Konzil – Rückblicke und Ausblicke, (= Studien zur Theologie und Praxis der Seelsorge, Band 80), Würzburg 2009, ISBN 978-3-429-03190-9.
- mit Ehrenfried Schulz, Hubert Brosseder: Den Menschen nachgehen. Offene Seelsorge als Diakonie in der Gesellschaft (Festschrift für Hans Schilling zum 60. Geburtstag), St. Ottilien 1987